# St. Wendelin (Wagneritz)

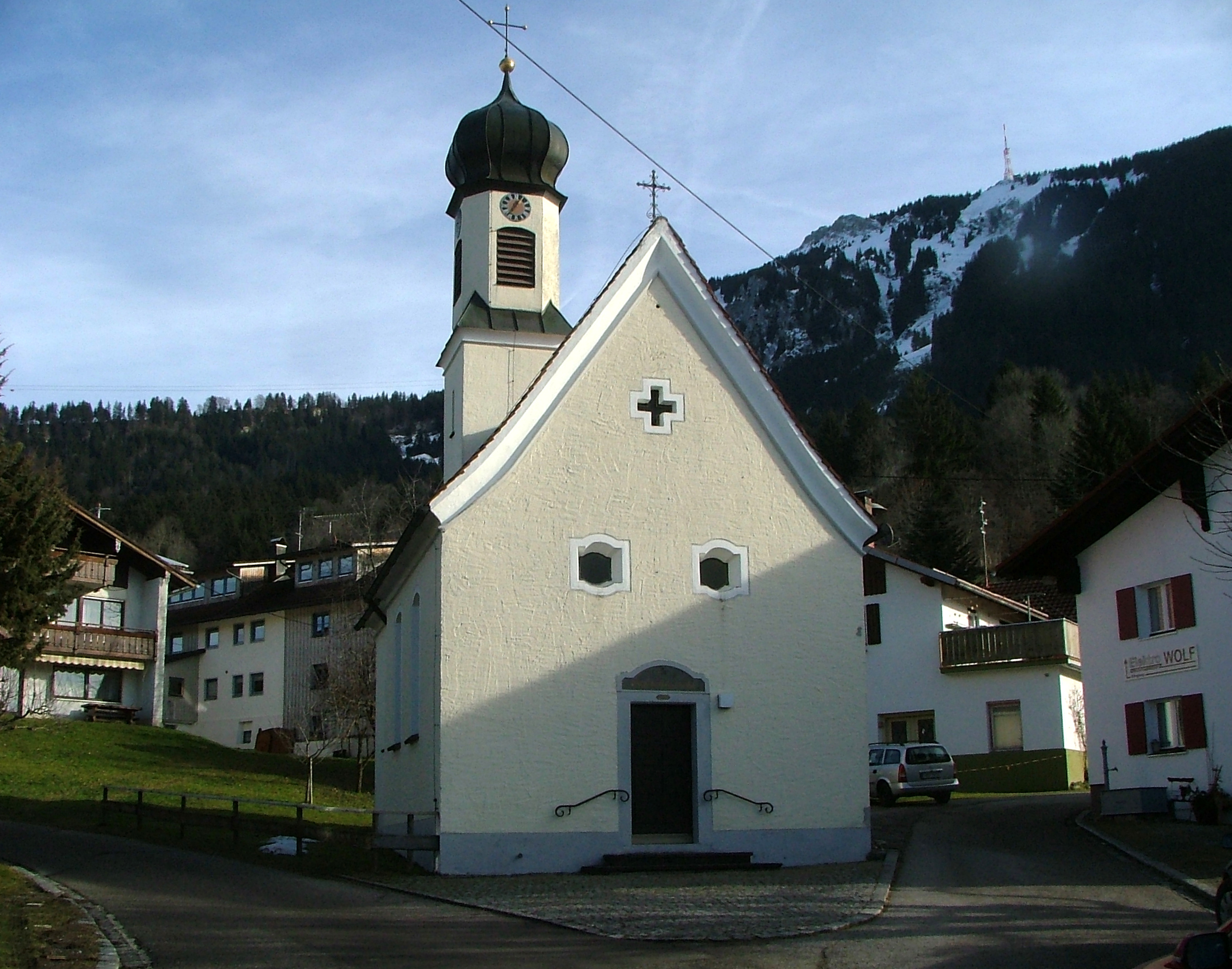
St. Wendelin in Wagneritz

Die römisch-katholische Kapelle St. Wendelin steht in Wagneritz, einem Gemeindeteil von Rettenberg im schwäbischen Landkreis Oberallgäu in Bayern. Das Bauwerk ist in der Liste der Baudenkmäler in Rettenberg als Baudenkmal unter der Nr. D-7-80-137-41 eingetragen.

## Beschreibung
Die Saalkirche wurde 1707/08 errichtet. Sie besteht aus einem Langhaus und einem eingezogenen, ursprünglich dreiseitig geschlossenen Chor im Osten, der 1907 nach Osten verlängert wurde und eine gerade geschlossene Sakristei erhielt, über der sich ein quadratischer Dachreiter erhebt, dessen achteckiges Obergeschoss den Glockenstuhl und die Turmuhr beherbergt und der mit einer Zwiebelhaube bedeckt ist. Der Innenraum des Langhauses ist mit einer Flachdecke überspannt, der des Chors mit einem Stichkappengewölbe. Die Fresken wurden 1793 von Nikolaus Weiß eingefügt. An der Decke des Langhauses ist der heilige Wendelin dargestellt. Neben dem Chorbogen sind die Himmelskönigin und die Unbefleckte Empfängnis zu sehen. Auf dem Altarretabel des neugotischen Altars von 1873 hat Andreas Müller den heiligen Wendelin dargestellt.